# 오자와 사에키
오자와 사에키(일본어: 小沢 佐重喜, 1898년 11월 25일~1968년 5월 8일)는 10선 중의원 의원을 지낸 일본의 정치인이다.
18선 출신의 현역 중의원 의원 오자와 이치로는 그의 장남이다.

## 생애
1898년 11월 25일에 이와테현 이사와군 미즈사와정(지금의 오슈시)의 농가에서 태어났다. 그의 아버지 오자와 도쿠타로는 논과 밭을 각각 3단씩 가지고 있는 중농으로 신분은 햐쿠쇼였지만 데라코야를 다녔다. 하지만 워낙 술을 즐겼기에 나중에는 가산을 탕진하게 되었다.
가정 형편이 어려웠기에 오자와는 어릴 때부터 아버지 일을 도와야 했지만 틈이 나면 학교에도 나갔다. 여동생들은 집안일을 하기 위해 학교를 거의 가지 못했지만 오자와는 학구열이 뛰어난 편이었다. 하지만 오자와가 심상소학교 5학년을 마치자 아버지에 의해 센다이의 대장장이집에서 숙식하며 일을 도와주게 되었다. 이후 대장장이가 사망하자 다시 집으로 돌아왔다.
15살 때 어머니에게 받은 약간의 돈을 가지고 도쿄로 갔다. 시모노 중학교를 다니다가 3학년 때 가이세이 중학교로 편입했다. 학비를 벌기 위해 신문 배달이나 인력거꾼 일을 해야 했으며 중학교를 졸업한 뒤에 철도성에서 일하면서 니혼 대학 법학부 법률학과 야간부를 다녔다. 1923년에 대학을 졸업한 뒤 12월에 25살의 나이로 변호사 시험에 응시해 합격했다.
1924년에 도쿄시 시타야구에 변호사 사무소를 개업했다. 하지만 무명의 신인 변호사에게 사건을 의뢰하러 오는 사람은 없었고 여전히 생활은 곤궁했다. 결국 우에노 부근에서 활동하고 있는 야쿠자 조직의 고문 변호사 일까지 하며 했으며 안미쓰나 오뎅 장사를 하기도 했다. 이런 경험 때문에 오자와는 전후의 경제만능주의를 혐오했고 상류층에 대한 반감도 강했다.
제2차 세계 대전이 끝난 뒤의 혼란한 상황에서 야쿠자 조직의 부탁으로 한국인과 중국인에게 넘어간 토지를 되찾는 일을 했다. 이 일이 성공하자 보수 명목으로 토지의 일부를 받았는데 이는 훗날 오자와가 선거에 출마할 때 사용한 자금 기반이 되었다. 애초에 오자와는 변호사 일을 할 때부터 정계 입문에 대한 욕심이 있었으며 미키 부키치의 집을 자주 드나들었다고 한다.
1924년에 도쿄시의원, 1936년에 도쿄부의원이 되었으며 1946년 총선에 일본자유당 공천을 받아 출마해 당선돼 중의원 의원이 되었다. 이후 요시다 시게루에게 중용되어 제2차 요시다 내각에 운수상으로, 제3차 요시다 내각에 통신상 겸 우정상으로, 제5차 요시다 내각에서 건설상으로 재임했다.
1955년에 보수합동으로 자유민주당이 창당되자 자민당 소속이 되었다. 국회 내의 조정 능력을 인정받아 기시 노부스케로부터 일미안전보장조약에 관한 특별위원장으로 지명받았고 간사장 가와시마 쇼지로와 함께 안보 개정에 나섰다. 1960년 제2차 이케다 내각이 발족하자 행정관리청 장관 겸 홋카이도 개발청 장관으로 입각했다.
1968년 5월 8일에 심부전으로 도쿄 지케이카이 의과대학 부속병원에서 사망했다. 사후에 정3위에 추서됐으며 지역구는 장남인 오자와 이치로가 물려받았다.

## 역대 선거 기록
|  | 0% |

|  | 20.4% |

|  | 20.5% |

|  | 18.8% |

|  | 17.2% |

|  | 23.8% |

|  | 27.5% |

|  | 22.7% |

|  | 20.9% |

|  | 14.5% |

## 참고 문헌
- 奥野修司『小沢一郎 覇者の履歴書』 1994年。
- 松田賢弥『闇将軍 野中広務と小沢一郎の正体』2003年 190-207頁。

| 전임 오카다 세이이치 | 제11대 운수대신 1948년 10월 19일~1949년 2월 16일 | 후임 오야 신조 |

| 전임 후루하타 도쿠야 | 제54대 체신대신 1949년 2월 16일~1949년 6월 1일 | 후임 (폐지) |

| 전임 (신설) | 초대 전기통신대신 1949년 6월 1일~1950년 6월 28일 | 후임 다무라 분키치 |

| 전임 (신설) | 초대 우정대신 1949년 6월 1일~1950년 6월 28일 | 후임 다무라 분키치 |

| 전임 도쓰카 구이치로 | 제10대 건설대신 1954년 6월 16일~1954년 12월 10일 | 후임 다케야마 유타로 |

| 전임 니시카와 진고로 | 제19대 홋카이도 개발청 장관 1960년 12월 8일~1961년 7월 18일 | 후임 가와시마 쇼지로 |

| 전임 다카하시 신타로 | 제21대 행정관리청 장관 1960년 12월 8일~1961년 7월 18일 | 후임 가와시마 쇼지로 |